# Compétence exclusive
Il y a compétence exclusive lorsque la connaissance d'un certain contentieux est absolument réservée à une juridiction déterminée, qu'il s'agisse de compétence d'attribution ou de compétence territoriale.
Ainsi, le tribunal de grande instance a compétence exclusive en matière d'état des personnes.
Dans un État fédéral, cet État lui-même et chaque État fédéré :
- soit gèrent chacun des compétences exclusives, une liste énumère les compétences du centre (ou État fédéral) ou des entités fédérées, les compétences résiduelles revenant à l'autre pôle ;
- soit reçoivent des compétences concurrentes ou partagées pour un certain nombre de matières.

Deux exemples dans le monde francophone peuvent être donnés :
- Au Canada, la concurrence des compétences prend un visage spécifique. La répartition théorique décrite dans les articles 91 à 95 de la Loi constitutionnelle de 1867 vise à l'exclusivité, mais le pouvoir fédéral de dépenser n'est pas restreint par cette répartition : dans les faits, en raison de ses disponibilités budgétaires, le pouvoir fédéral a empiété sur les champs de compétences de la province, nom canadien de l'État fédéré.

- En Belgique, la répartition des compétences est globale : en d'autres termes, si un niveau de pouvoir est compétent pour une matière, il l'est non seulement pour la fonction normative, mais également exécutive, budgétaire, et, de surcroît, pour les relations internationales. C'est ce que souligne C.E. Lagasse[2] ou encore les sites officiels : les entités fédérées disposent du prolongement international de leurs compétences (...) les compétences sont attribuées en bloc : dès lors qu’une matière est confiée à une entité fédérée, l’échelon fédéral n’a plus à en connaître [3].

En outre, la répartition des pouvoirs est également fondée sur le principe de l'équipollence des normes.